# Atletismo nos Jogos Pan-Americanos de 2023 - 400 m masculino
A competição de 400 metros masculino do atletismo nos Jogos Pan-Americanos de 2023 foi disputada em 30 de outubro e 1º de novembro no Parque Deportivo Estadio Nacional, em Santiago, no Chile. No total, competiram 11 atletas de 9 Comitês Olímpicos Nacionais (CON).

## Calendário
Horário local (UTC-4).
| Data           | Horário | Fase      |
| -------------- | ------- | --------- |
| 30 de outubro  | 18:12   | Semifinal |
| 1º de novembro | 20:31   | Final     |

## Medalhistas
| Ouro   | BRA Lucas Vilar         |
| Prata  | MEX Luis Aviles         |
| Bronze | CHI Martín Kouyoumdjian |

## Recordes
Antes desta competição, os recordes mundiais e dos Jogos Pan-Americanos da prova eram os seguintes:
| Tipo                             | Atleta            | Tempo | Local            | Data                  |
| -------------------------------- | ----------------- | ----- | ---------------- | --------------------- |
|                                  | Wayde van Niekerk | 43.03 | Rio de Janeiro   | 14 de agosto de 2016  |
| Recorde dos Jogos Pan-Americanos | Ronald Ray        | 44.45 | Cidade do México | 18 de outubro de 1975 |

## Resultados

### Semifinal
Qualificação: Os três primeiros em cada bateria (Q) e os próximos dois mais rápidos (q) se classificaram para a final.
Estes foram os resultados:
| Pos. | Bateria | Atleta                   | Nacionalidade            | Tempo | Notas |
| ---- | ------- | ------------------------ | ------------------------ | ----- | ----- |
| 1    | 2       | Lucas Vilar              | BRA Brasil               | 45.76 | Q     |
| 2    | 2       | Luis Aviles              | MEX México               | 45.84 | Q     |
| 3    | 2       | Anthony Zambrano         | COL Colômbia             | 46.01 | Q     |
| 4    | 1       | Lucas Carvalho           | BRA Brasil               | 46.79 | Q     |
| 5    | 1       | Elian Larregina          | ARG Argentina            | 46.90 | Q     |
| 6    | 1       | Martín Kouyoumdjian      | CHI Chile                | 46.91 | Q     |
| 7    | 1       | Jhon Perlaza             | COL Colômbia             | 47.06 | q     |
| 8    | 2       | Richard Kuykendoll       | USA Estados Unidos       | 47.36 | q     |
| 9    | 1       | Ezequiel Suarez          | DOM República Dominicana | 47.40 |       |
| 10   | 2       | Leonardo Rafael Castillo | CUB Cuba                 | 48.23 |       |
| 11   | 1       | Nery Peñaloza            | BOL Bolívia              | 50.97 |       |

### Final
Estes foram os resultados:
| Pos. | Raia | Atleta              | Nacionalidade      | Tempo | Notas       |
| ---- | ---- | ------------------- | ------------------ | ----- | ----------- |
| 01 ! | 5    | Lucas Vilar         | BRA Brasil         | 45.77 |             |
| 02 ! | 6    | Luis Aviles         | MEX México         | 45.97 |             |
| 03 ! | 3    | Martín Kouyoumdjian | CHI Chile          | 46.58 |             |
| 4    | 7    | Lucas Carvalho      | BRA Brasil         | 46.84 |             |
| 5    | 2    | Jhon Perlaza        | COL Colômbia       | 47.32 |             |
| 6    | 1    | Richard Kuykendoll  | USA Estados Unidos | 48.66 |             |
| 7    | 4    | Elian Larregina     | ARG Argentina      | 50.90 |             |
| –    | 8    | Anthony Zambrano    | COL Colômbia       | DQ    | TR17.3.1[A] |

A Desqualificação – violação de faixa.
Legenda
| Recorde mundial                  | Recorde mundial (World record)               |                       | Recorde africano                      | Recorde africano (African) |                                           | Q | Classificado por posição (Qualified) |
| Recorde dos Jogos Pan-Americanos | Recorde pan-americano (Pan-American record)  | Recorde da América    | Recorde da América (Americas)         | q                          | Classificado por melhor tempo (Qualified) |   |                                      |
| Melhor marca do ano              | Melhor marca do ano (World leading)          | Recorde asiático      | Recorde asiático (Asian)              | DNS                        | Não largou (Did not start)                |   |                                      |
| Recorde nacional                 | Recorde nacional (National record)           | Recorde europeu       | Recorde europeu (European)            | DNF                        | Não terminou (Did not finish)             |   |                                      |
| Recorde pessoal                  | Recorde pessoal do atleta (Personal best)    | Recorde da Oceania    | Recorde da Oceania (Oceania)          | DSQ / DQ                   | Desclassificado (Disqualified)            |   |                                      |
| Recorde da temporada             | Recorde da temporada do atleta (Season best) | Recorde sul-americano | Recorde sul-americano (South America) | NM                         | Sem marca (No mark)                       |   |                                      |